# Shiraoi
Shiraoi (白老町?) è una cittadina giapponese della prefettura di Hokkaidō.